# Відносини Ліга арабських держав — Європейський Союз
Ліга арабських держав і Європейський Союз мають спільні відносини з моменту розвитку ЄС у більш політичну, а не економічну силу. На 19-му саміті Ліги арабських держав у Саудівській Аравії на саміті взяв участь Хав'єр Солана. Він надав повну підтримку ЄС мирної ініціативи Ліги арабських держав 2002 року. На саміті він звернувся до арабських лідерів:
«Знову ми опиняємося разом, Європейський Союз та Ліга арабських держав, ми знову маємо можливість підтвердити нашу спільну відданість цінностям цивілізації, які ми поділяємо, європейцям та арабам як ніколи доводиться стикатися зі спільними викликами, Я впевнений, що ми знайдемо нові шляхи для покращення нашої співпраці».
Після цього саміту він мав кілька зустрічей з президентом Палестини Махмудом Аббасом і генеральним секретарем Ліги арабських держав Амром Муссою.

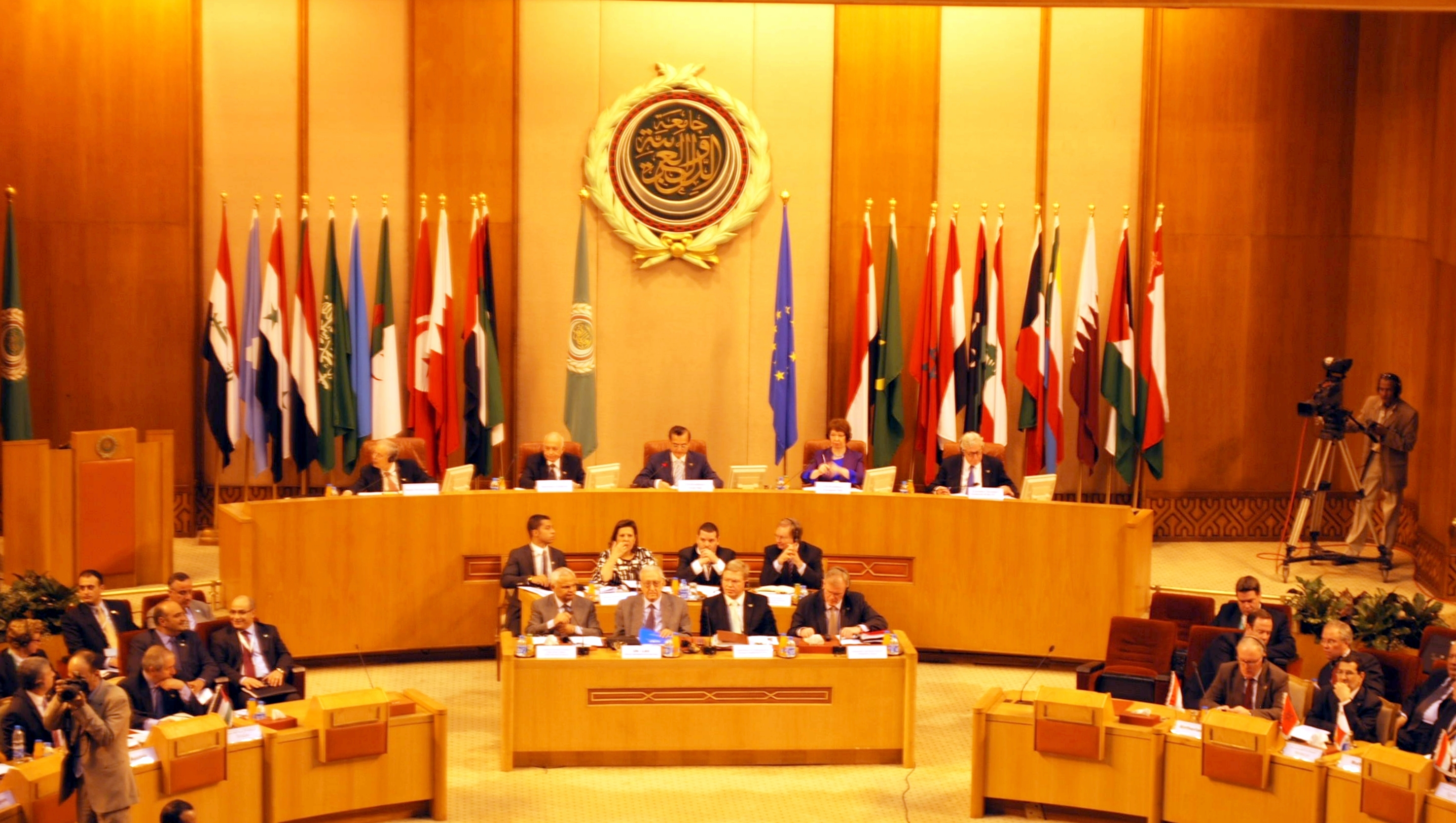
Зустріч міністрів закордонних справ Європейського Союзу та Ліги арабських держав у Каїрі (2012 р.)

Справжні організаційні відносини розпочалися в 2007 році, коли Ліга арабських держав прийняла дипломатію, спрямовану на звернення до інших регіональних організацій і великих економічних партнерів, особливо до ЄС, АСЕАН, Китаю, Індії, Японії та Південної Америки.

## Історія
Ліга арабських держав була створена за десятиліття до створення Європейського Союзу, але європейські держави відіграли велику роль у її організації. Починаючи з його запуску, який був підтриманою Великою Британією ідеєю, щоб посилити арабський націоналізм проти османів у Першій світовій війні. Тоді європейські держави постраждали від того, що називали незалежними рухами, які лютували в арабському світі. Особливо це сталося у колонізованих Францією Алжирі, Сирії, Лівані та Марокко, а також у колонізованих Британією Іраку, Єгипті, Палестині та Транс-Йорданському королівстві. Панарабізм досяг свого піку за президента Єгипту Гамаля Абдель Насера під час кризи Суецького каналу . Відносини між двома регіонами почали заспокоюватися після смерті Насера. До 1973 року арабо-європейські відносини базувалися на нафті в обмін на політичну підтримку.

## Мальтійське комюніке

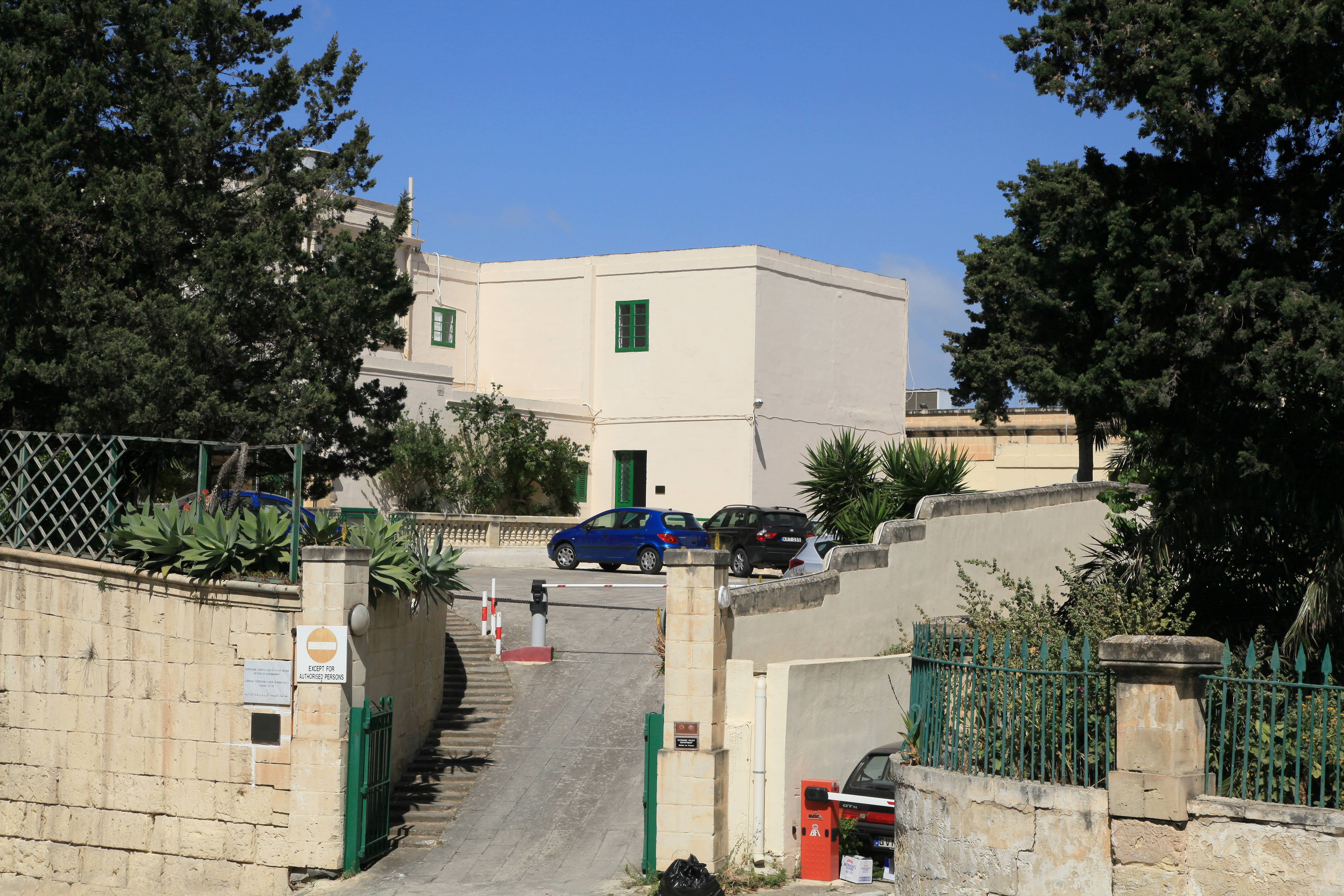
Офіс зв'язку Європейської комісії та Ліги арабських держав у Флоріані, Мальта.

У 2008 році на Мальті відбувся саміт A, на якому взяли участь 49 міністрів закордонних справ і представники 49 країн, 27 європейських і 22 арабських держав. На саміті була ухвалена остаточна резолюція, названа Мальтійським Комюніке, в якій обговорювалися переважно політичні відносини, особливо проблеми Близького Сходу, такі як Ірак, Ліван та війна в Газі. Саміт став результатом «Мальтійської ініціативи», започаткованої у 2005 році міністром закордонних справ Майклом Френдо, щоб вперше в історії двох організацій об’єднати Європейський Союз та Лігу арабських держав на рівні міністрів закордонних справ. Після цього саміту, який часто називають «Мальта I», відбувся «Мальта II», другий саміт у Каїрі на рівні міністрів закордонних справ між Європейським Союзом та Лігою арабських держав. Ця друга зустріч міністрів закордонних справ Європейського Союзу та Ліги арабських держав оприлюднила Каїрську декларацію 13 листопада 2012 року.

## Порівняння
|                   | Ліга арабських держав                                  | Європейський Союз |
| ----------------- | ------------------------------------------------------ | --- |
| Населення         | 423,000,000 (2019)                                     | 447,206,135 (2019) |
| Площа             | 13,953,041 км2 (5,382,910 sq mi)                       | 4,233,262 км2 (1,669,807 sq mi )                                                                                            |
| Густота населення | 24.33/км2 (63 /sq mi)                                  | 106/км2 (274.5/sq mi) |
| Штаб-квартира     | Каїр                                                   | Брюссельський столичний регіон                                                                                              |
| Найбільше місто   | Каїр - 19,500,000                                      | Париж - 2,148,271 |
| Тип організації   | Міжнародні регіональні організації                     | Економічна та політична унія                                                                                                |
| Офіційні мови     | Арабська мова                                          | 24 офіційні мови, з яких 3 вважаються "процедурними" (англійська , французька та німецька)                                  |
| Основні релігії   | 91% іслам, 5,8% християнство, 4% інші,                 | 72% християн (48% римські католики, 12% протестанти, 8% православні, 4% інші християни), 23% нерелігійні, 3% інші, 2% іслам |
| ВВП (номінальний) | 3,5 трильйона доларів (4200 доларів на душу населення) | 16,477 трлн. дол. США, 31 801 дол. на душу населення                                                                        |